# Trichonta salva
Trichonta salva är en tvåvingeart som beskrevs av Gagne 1981. Trichonta salva ingår i släktet Trichonta och familjen svampmyggor.
Artens utbredningsområde är Kalifornien. Inga underarter finns listade i Catalogue of Life.